# Myrothamnus

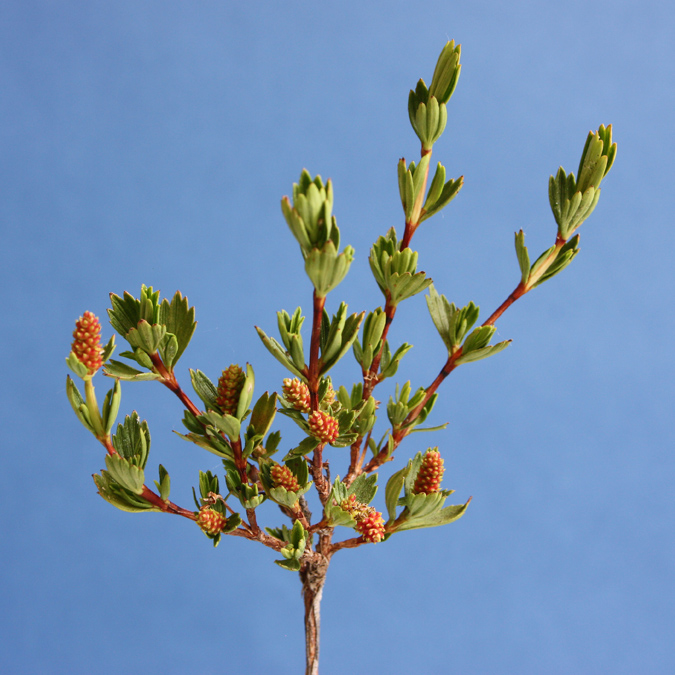
Myrothamnus flabellifolius.

Myrothamnus é um género de plantas com flor que agrupa duas espécies de pequenos arbustos xerofíticos  com distribuição natural da região austral da África tropical e de Madagáscar. Myrothamnus constitui o único género da família monotípica Myrothamnaceae.

## Descrição
Com base na sua morfologia, a família Myrothamnaceae foi incluída na ordem Hamamelidales no sistema de Cronquist.  Contudo, estudos de sistemática molecular mostraram que o género Myrothamnus não está estreitamente relacionado com as espécies da família Hamamelidaceae nem com qualquer outra família incluída naquela ordem. Esses mesmos estudos mostraram que o género está filogeneticamente muito próximo do género Gunnera. No sistema APG II (de 2003) o género foi incluído na família Gunneraceae ou para a família segregada opcional Myrothamnaceae. No sistema APG III (de 2009) foi preferida uma circunscrição mais restrita, e as duas famílias foram consideradas distintas

## Espécies
O género Myrothamnus inclui as seguintes espécies:
1. Myrothamnus flabellifolius Welw. - Angola, sul da África, Zimbabwe
2. Myrothamnus moschata (Baill.) Baill. - Madagáscar